# Таёжный (Нижнеудинский район)
Таёжный — участок (населённый пункт) в Нижнеудинском районе Иркутской области. Входит в состав Катарминского муниципального образования.

## География
Участок находится на расстоянии 111 км к северу от города Нижнеудинск, административного центра района.

## Население
| 2002 | 2010 | 2011 | 2012 |
| ---- | ---- | ---- | ---- |
| 0    | ↗75  | →75  | ↘69  |

## Улицы
- ул. Верхняя,
- ул. Нижняя,
- ул. Почтовая.